# Leonid Dmitrievič Vjazemskij
Leonid Dmitrievič Vjazemskij in russo Леонид Дмитриевич Вяземский? (Lotarevo, 19 agosto 1848 – Losanna, 24 novembre 1909) è stato un generale russo.

## Biografia
Nato il 19 agosto 1848 nella tenuta di famiglia a Lotarevo, nell'odierno Grjazinskij rajon, Leonid era figlio del capitano di cavalleria Dmitrij Egorovič (1813-1850) e di sua moglie Anna Nikolaevna Vel'jaminova. Anche suo nonno, il principe Egor Aleksandrovič, era stato militare nell'esercito russo, che aveva lasciato nel 1795 col grado di colonnello ritirandosi nella sua tenuta di Jakimanskij nel distretto di Suzdal'. La sua famiglia, in quanto feudataria, possedeva 800 persone nei villaggi di Čistucha, Koverino e altri.
Fino all'età di 12 anni, il principe Leonid fu allevato nella tenuta Vjazemskij a Bajgor da sua nonna, venendo in seguito destinato al liceo imperiale Alessandro ed assegnato col grado di cornetta dal 17 luglio 1866 all'esercito russo. Il 17 aprile 1870 ricevette il grado di tenente e il 16 aprile 1873 divenne capitano di stato maggiore. Il 19 febbraio 1875 divenne aiutante di campo dello zar, accompagnandolo a Varsavia e in Crimea nel 1876.
Durante la guerra russo-turca del 1877-1878, Vjazemskij, col grado di colonnello (dal 27 marzo 1877), venne affidato al comando del granduca Nikolaj Nikolaevič il Vecchio, venendo poi nominato comandante della 2ª brigata della milizia bulgara, con la quale prese parte alla difesa del passo di Šipka, dove rimase ferito. Con un distaccamento di truppe del generale Skobelev, Vjazemskij prese parte alle battaglie di Šejnov e Čatak, dove rimase nuovamente ferito in maniera grave.
Per l'eroica difesa di Šipka, ricevette una spada d'oro "al coraggio" (17 settembre 1877) oltre ad altre onorificenze russe.
Dopo la guerra contro i turchi, divenne maresciallo della nobiltà del distretto di Tambov; il 30 agosto 1887, venne promosso al grado di maggiore generale e trasferito nella riserva della cavalleria dell'esercito russo. Il 31 luglio 1888 venne nominato governatore di Astrachan' e capo atamano dell'esercito cosacco locale. Il 14 maggio 1896 venne promosso al grado di tenente generale, venendo ammesso dal 1899 al Consiglio di Stato; il 6 dicembre 1906 venne promosso generale di cavalleria.
Il 4 marzo 1901, durante la dispersione di una manifestazione di studenti presso la cattedrale di Kazan' a San Pietroburgo Vjazemskij, che vi si trovava di passaggio, intercedette in loro favore facendo rilasciare i detenuti. Di questo atto di magnanimità venne rimproverato dallo zar Nicola II.
Morì di insufficienza cardiaca il 24 novembre 1909 a Losanna, in Svizzera. Il principe Vjazemskij venne sepolto il 7 dicembre 1909 nella cripta di famiglia. Dopo la chiusura della chiesa nel 1938, la cripta venne saccheggiata. Nel 2001 ha avuto luogo una solenne nuova sepoltura delle spoglie del generale.

## Matrimonio e figli

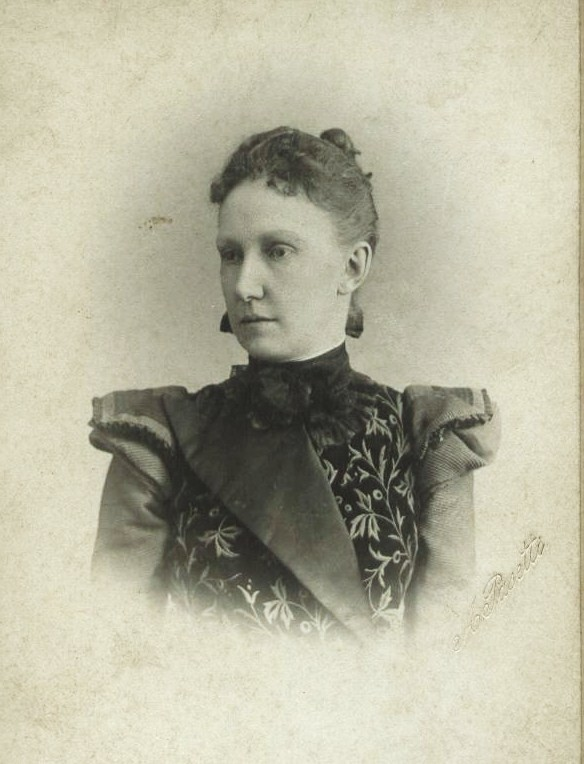
La contessa Marija Vladimirovna Levašova

Leonid sposò la contessa Marija Vladimirovna Levašova (1859-1938), damigella d'onore della zarina (dal 1881), figlia del conte Vladimir Vasil'evič e della contessa Ol'ga Panina, proprietari della tenuta di Gaspra. La sposa ereditò una notevole fortuna da suo nonno, Vasilij Levašov. Questo matrimonio permise al principe Vjazemskij di entrare nella cerchia prescelta della più alta aristocrazia. Morì in esilio ed è sepolta nel cimitero di Sainte-Geneviève-des-Bois, in Francia. La coppia ebbe i seguenti figli:
- Boris (1883-1917), membro del consiglio del Ministero degli Interni russo, sposò la contessa Elizaveta Dmitrievna Šeremeteva. Venne ucciso il 24 agosto 1917 alla stazione di Gryazi da soldati in rivolta.
- Dmitrij (1884-1917), capo del 17º distaccamento sanitario avanzato, sposò la contessa Aleksandra Pavlovna Šuvalova, morì per le ferite riportate il 2 marzo 1917.
- Lidija (28 maggio 1886 - 1º novembre 1948), memorialista, moglie del principe Illarion Sergeevič Vasil'čiko.
- Vladimir (1889-1960), capitano di un reggimento di ussari, sposò la contessa Sofija Ivanovna Voroncova-Dačkova. Sua nipote è l'attrice russa Anna Vjazemskij.